# Gelé

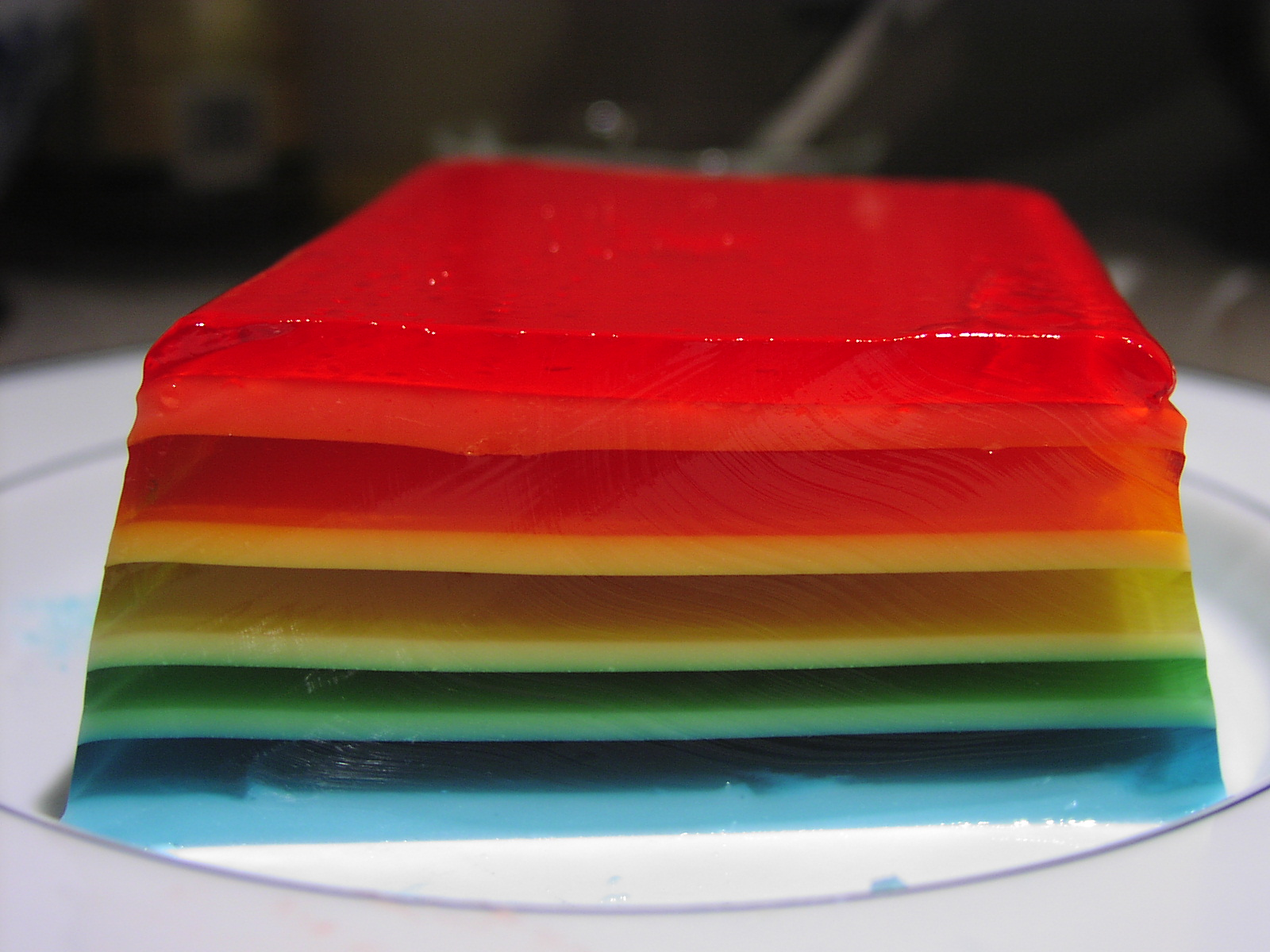
Gelé som bildar regnbågens färger.

Gelé (uttal: /ʃe'le:/) betecknar ett mer eller mindre genomskinligt, halvfast ämne med dallrande konsistens. Det förekommer dels som födoämne, dels i många tekniska tillämpningar. I det senare fallet är benämningen ofta gel.

## Typer

### Matlagning
Bland födoämnen särskiljer man främst två huvudtyper gelé:
- en pektinbaserad substans, vanligen tillagad av bär- eller fruktsaft[1] med tillsatt socker som kokas och därefter, om pektinhalten i saften varit tillräcklig, stelnar till gelé. Vissa bär och frukter innehåller naturligt pektin. En del av dessa, till exempel vinbär, har högst pektinhalt när de är knappt mogna. Av sådana pektinhaltiga bär kan man tillaga gelé utan tillsats av yttre geléämnen. Om pektinhalten är för låg får pektinpreparat tillsättas, separat eller i form av socker med tillsatt pektin. Gelé serveras oftast till kötträtter.

- Stelnat kött- eller fiskspad, där konsistensen ges av gelatin.[1] Detta förekommer i aladåber och syltor.

En del växters slembildande ämnen kan användas inom matlagning för liknande syfte, ofta som konsistensgivare och ibland som ersättning för ägg. Detta inkluderar linfrön och chiafrön.

### Övrig användning
Tekniska tillämpningar kan vara när man genom tillsats av gelébildande ämnen hindrar en lågviskös vätska att rinna. Exempel:
- Borttagningsmedel för målarfärg
- Hårgelé (kosmetik)
- Levande ljus med bränslet i geléform
- Underhållsfritt bilbatteri (blyackumulator) med gelatiniserad elektrolyt.

Gelé utanför matlagning och hudvård benämns ofta som gel.